# Най
Окръг Най (на английски: Nye County) е окръг в щата Невада, Съединени американски щати. Площта му е 47 х. km², а населението – 51 591 души (2020). Административен център е град Тонопа.
В югозападната част на окръга се намира известният Невадски изпитателен полигон с неговия център град Меркури и депо за съхранение на радиоактивни отпадъци в изкуствени бункери в планината Юка. Дейностите във връзка с тестовете на ядрено оръжие постоянно предизвикват бурни дискусии сред политическите и обществени организации на щата. Федералното правителство на страната притежава 92% от цялата територия на окръга, което също е предмет на постоянни противоречия между федералните органи на властта и окръжната администрация.
Окръг Най е един от десетте окръга на щата Невада, където проституцията е официално легализирана (Невада е единственият щат на САЩ, където проституцията е легална в една или друга форма) и, съгласно резултатите от проведени проучвания, това оказва положително влияние на икономиката на окръга.